# Двинский вестник

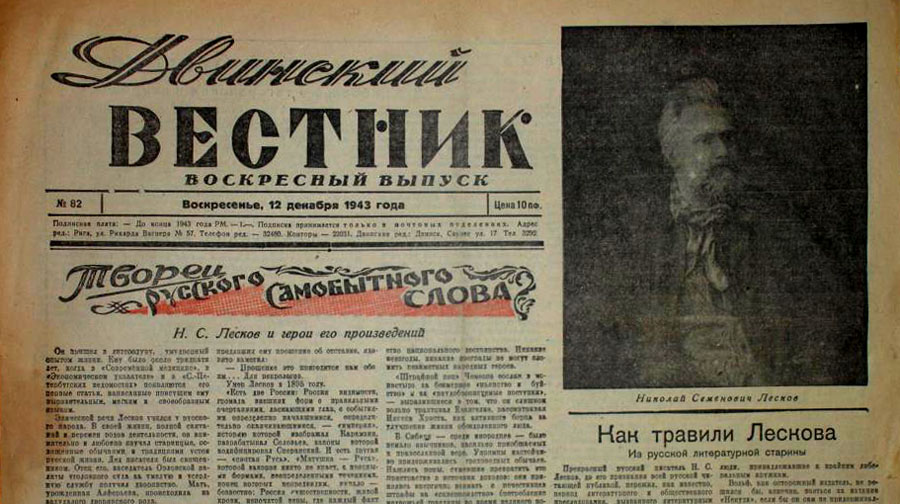
Латвийская оккупационная газета «Двинский вестник» с передовицей посвященной Николаю Лескову.

Дви́нский Ве́стник — одно из немецких периодических изданий на оккупированной территории СССР в годы Великой Отечественной войны, русская еженедельная газета, издававшаяся в городе Даугавпилсе (Двинске) для Латгалии в 1942—1944 годах, во время немецкой оккупации. Главные сотрудники: А. Перфильев, В. Клопотовский-Лери, В. Гадалин.

## История
Оккупационное СМИ начало выходить на территории Латвии с 7 февраля 1942 года. Газете была характерна прогерманская направленность, выходила с разрешения оккупационных властей. Вначале выходила раз в неделю по средам, затем стала выходить два раза в неделю в среду и субботу. В подзаголовке значилось «Русская газета Латгалии». Публиковался материал фашистской пропаганды, распоряжения властей в том числе городского старшины. Были также публикации о городском театре, расписание спектаклей, выезды по Латгалии, рецензии спектаклей. Газета прекратила своё существование в июле 1944 года, началом июля датированы последние номера газеты.
Подшивка газеты хранится в городском краеведческом и художественном музее.